# Middletown Township (New Jersey)
Middletown Township est une municipalité américaine située dans le comté de Monmouth au New Jersey.
En bordure de la baie de Raritan, la municipalité s'étend sur 58,73 milles carrés (152,11 km2), dont 17,75 milles carrés (45,97 km2) d'étendues d'eau. Lors du recensement de 2010, Middletown Township est la municipalité la plus peuplée du comté, avec une population de 66 522 habitants.
Les premiers colons européens s'installent à Middletown vers 1665. Henry Hudson y avait amarré son bateau dès 1609, pour commercer avec les Lenapes.